# Saint-Sauveur-la-Sagne
Saint-Sauveur-la-Sagne é uma comuna francesa na região administrativa de Auvérnia-Ródano-Alpes, no departamento Puy-de-Dôme. Estende-se por uma área de 7,93 km². Em 2010 a comuna tinha 95 habitantes (densidade: 12 hab./km²).